# Земля Кинана

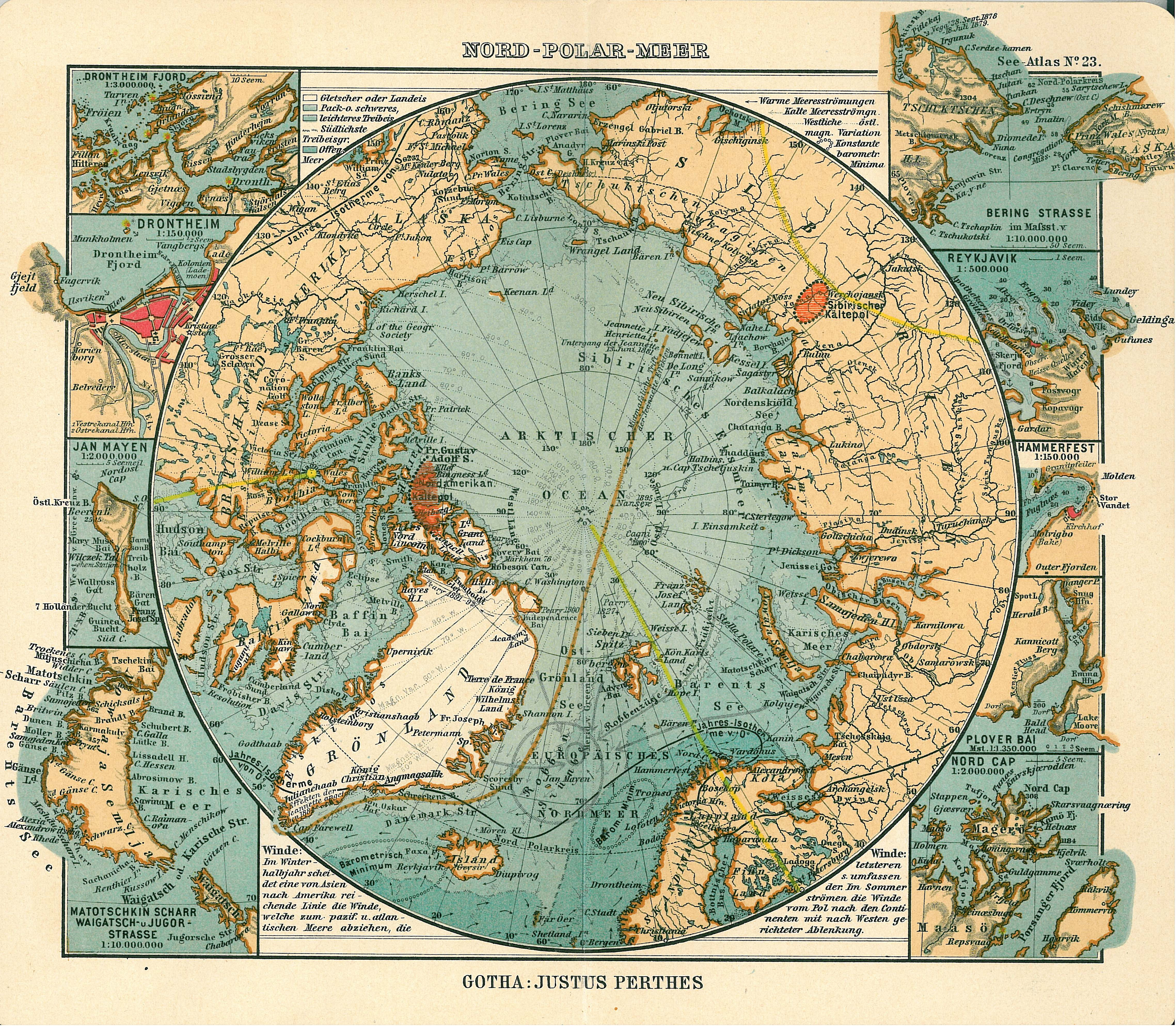
Карта 1906 года с предполагаемым местоположением Земли Кинана

Земля Кинана — название острова-призрака в море Бофорта, примерно в 500 км к северу от Аляски.

## Свидетельство Кинана
В 1870-х годах китобой Джон Кинан (1835—1910) сообщил, что в плохую погоду он плыл на своём барке «Стамбул» на север, когда он и вся его команда видели сушу на севере в густом тумане. Согласно другим источникам, он якобы высадился на эту сушу и поднял флаг США. В 1893 году натуралист Маркус Бейкер (1849—1903) предложил назвать остров, существование которого согласуется с эскимосскими легендами о стране на севере, именем Кинана. На некоторых картах того времени его называли «Земля Кеннана» (англ. Kennan Land) (например, в Атласе Стилера 1891 года) или «Земля Кинана» (англ. Keenan Land) (например, в атласе Стилера 1907 года). В 1904 году американский гидрограф Роллин Артур Харрис выступил с теорией существования арктического континента, которая была основана на наблюдениях за приливами и океаническими течениями, но также якобы подтверждалась свидетельством Кинана. Убеждённым критиком этой теории был Фритьоф Нансен.

## Попытки обнаружения
Первой научной экспедицией, которая попыталась достичь Земли Кинана, была англо-американская полярная экспедиция 1906—1908 годов, возглавляемая Эйнаром Миккельсеном и Эрнестом де Ковеном Леффингуеллом. Однако, пройдя лишь 200 км на север от острова Флаксман, они повернули назад из-за опасного дрейфа льдов в западном направлении. В 1914 году Вильялмур Стефанссон вышел на восток с мыса Мартин на Аляске и достиг координат 72°58' с. ш. и 140° з. д., прежде чем повернуть к острову Банкс. Как и предыдущая экспедиция, Стефанссон не обнаружил никаких следов земли, но при этом в обоих случаях замеры глубин показали, что континентальный шельф заканчивается задолго до предполагаемых координат острова и, следовательно, его существование крайне маловероятно. Не обнаружили земли и группа Сторкера Сторкерсона, дрейфовавшая со льдами 700 км на протяжении пяти месяцев. В 1926 году Руаль Амундсен, Линкольн Элсуорт и Умберто Нобиле пролетели над этим районом на дирижабле Норвегия. Находясь южнее 85 градусов северной долготы, они не видели льда из-за густого тумана. На следующий год Хьюберт Уилкинс, совершивший вынужденную посадку на лёд в 720 км севернее Аляски (77°45' с. ш., 175° з. д.), не только не видел земли в окрестностях места посадки, но и при замерах глубины получил результат 4800 м, исключающий близость какой бы то ни было надводной суши. В 1937 году Уилкинс облетел бо́льшую часть этой местности в поисках пропавшего Сигизмунда Леваневского и пришёл к выводу, что суши здесь нет.
Одно из возможных объяснений появления Земли Кинан было найдено пилотом ВВС Армии США Джозефом О. Флетчером в 1946 году. Во время полета над морем Бофорта он зарегистрировал необычный радиолокационный сигнал и обнаружил айсберг гигантских размеров. Будучи толще и твёрже окружающего его льда, он занимал площадь 520 км². Издалека его долины и холмы можно было принять за сушу.